# Replikatorji
Replikatorji so izmišljena bitja iz ameriške znanstvenofantastične TV-serije Zvezdna vrata SG-1. Prvič se pojavijo v zadnji epizodi 3. sezone serije z naslovom »Nemesis«.
Gre za izredno izpopolnjene robote z umetno inteligenco, kot igrače jih je ustvarila androidka Reese, potem pa so ji ušli izpod nadzora. Razmnožujejo se in od civilizacij, ki jih napadejo, prevzamejo tehnologijo. So grožnja celotnemu vesolju in največji sovražnik Asgardcev. Na začetku po obliki spominjajo na žuželke, s časom pa se izopolnijo in na koncu nastopajo v človeški podobi, na ta način lahko tudi komunicirajo z junaki nanizanke. Grožnjo predstavljajo do konca osme sezone, ko jih Carterjeva s pomočjo orožja Starodavnih uniči, tako da pokliče vsa zvezdna vrata v mreži in skoznje pošlje signal, ki replikatorje uniči.